# Noctileptura seriata
Noctileptura seriata là một loài bọ cánh cứng thuộc phân họ Lepturinae, trong họ Cerambycidae. Loài này phân bố ở Guatemala, và Honduras.